# Riu de les Coves
El riu de les Coves, també anomenat en el darrer tram riu de Sant Miquel o riu Segarra, és un corrent d'aigua intermitent del nord del País Valencià, que travessa les comarques de l'Alt Maestrat, la Plana Alta i el Baix Maestrat.

## Curs
De prop de 40 km, neix al terme de Catí, al pic Nevera (1.281 m), i en el seu tram inicial es coneix com a rambla Morellana, fins que al terme de Tírig rep el barranc Fondo o d'Albocàsser, i aquest tram mitjà és conegut com la rambla o barranc de la Valltorta, referint-se al traçat tortuós del seu llit. En entrar a la foia de les Coves, rep pel nord el barranc de Sant Mateu, i pel sud el barranc de la Vilanova, passa per les Coves de Vinromà i surt de la foia travessant les Talaies d'Alcalà, creua la part nord de la Plana d'Orpesa-Torreblanca, i desguassa en el mar a Capicorb.